# Komen (Slovénie)
Komen (Comeno en italien et Komein en allemand) est une commune de l’ouest de la Slovénie positionnée dans la région du Littoral slovène.

## Géographie

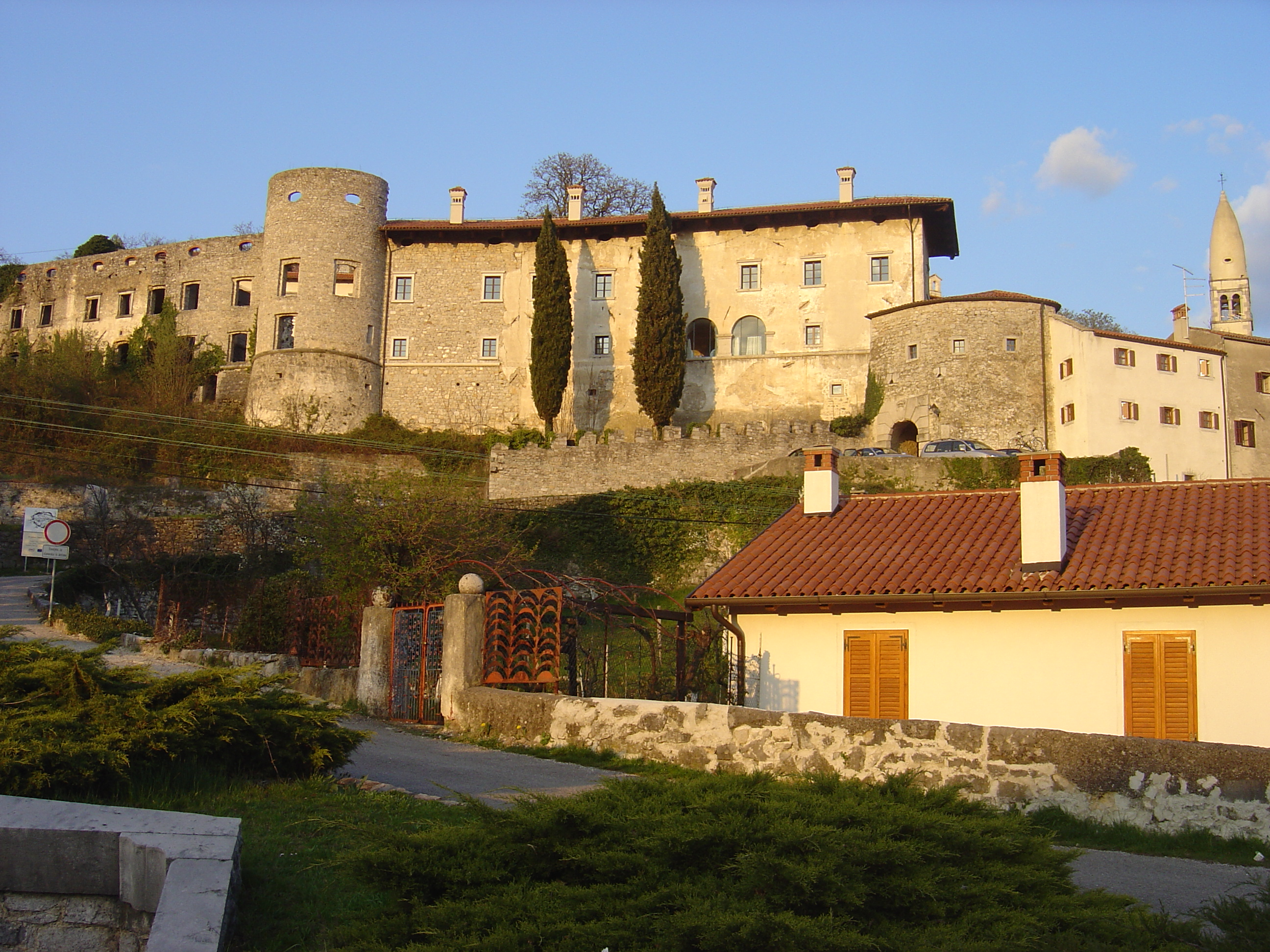
Village de Štanjel.

Le territoire de la commune s’étend sur le plateau du Karst qui appartient à la partie septentrionale des Alpes dinariques.

### Villages
Brestovica pri Komnu, Brje pri Komnu, Coljava, Divči, Dolanci, Čehovini, Čipnje, Gabrovica pri Komnu, Gorjansko, Hruševica, Ivanji Grad, Klanec pri Komnu, Kobdilj, Kobjeglava, Koboli, Kodreti, Komen, Lisjaki, Lukovec, Mali Dol, Nadrožica, Preserje pri Komnu, Rubije, Sveto, Šibelji, Škofi, Škrbina, Štanjel, Tomačevica, Trebižani, Tupelče, Vale, Večkoti, Volčji Grad et Zagrajec.

## Histoire
Au Moyen Âge, la zone appartient au duché de Frioul avant d’être annexé au comté de Goritz au XIIIe siècle. C’est en 1247 qu’on mentionne pour la première fois la localité de Komen. En 1500, la zone passe sous la tutelle de la famille des Habsbourg au sein du comté de Gorizia et Gradisca et ce jusqu'à la fin de la Première Guerre mondiale en 1918. Durant cette même guerre, les zones occidentales de la commune furent détruites à la suite des différentes batailles de l'Isonzo. Jusqu' en 1943, la zone passa sous la domination du royaume d'Italie lorsque le royaume capitula face aux alliés durant la Seconde Guerre mondiale. La zone resta toutefois sous le pouvoir de l’armée allemande jusque 1945. En 1947, la zone passa dans la république socialiste de Slovénie (entité de la Yougoslavie). La région appartient à la Slovénie depuis son indépendance au début des années 1990.

## Démographie
Entre 1999 et 2021, la population de la commune de Komen est restée relativement stable avec un peu moins de 4 000 habitants,.
Évolution démographique
| 1999  | 2000  | 2001  | 2002  | 2003  | 2004  | 2005  | 2006  | 2007  |
| ----- | ----- | ----- | ----- | ----- | ----- | ----- | ----- | ----- |
| 3 625 | 3 605 | 3 605 | 3 617 | 3 595 | 3 600 | 3 566 | 3 538 | 3 556 |
| 2008  | 2009  | 2010  | 2011  | 2012  | 2013  | 2014  | 2015  | 2016  |
| 3 546 | 3 489 | 3 518 | 3 534 | 3 559 | 3 545 | 3 556 | 3 560 | 3 518 |
| 2017  | 2018  | 2019  | 2020  | 2021  |       |       |       |       |
| 3 523 | 3 537 | 3 534 | 3 529 | 3 655 |       |       |       |       |

## Personnages importants
- Maks Fabiani (Kobdilj 1865–1962), architecte;
- Franco Giraldi (1931-2020), Réalisateur de film italien ;
- Anton Mahnič (Kobdilj 1850-1920), évêque ;
- Igor Torkar, écrivain.